# Bos acutifrons
Bos acutifrons és una espècie extinta de mamífer artiodàctil de la família dels bòvids que visqué al voltant de la serralada de Siwalik, al nord del subcontinent indi, durant el Plistocè mitjà. Sembla que era l'avantpassat de l'ur (B. primigenius), que alhora es considera l'ancestre del bou modern. Tenia les banyes llargues. Proporcionalment, tenia el crani menys robust que B. buiaensis. L'os occipital era baix, ample i de forma gairebé triangular. L'espècie B. planifrons es considera un sinònim de B. acutifrons. Segons Richard Lydekker, B. planifrons era la femella de B. acutifrons.